# Нуштайкино
Нуштайкино — село в Бугурусланском районе Оренбургской области в составе Кирюшкинского сельсовета.

## География
Находится на расстоянии примерно 13 километров на запад-юго-запад от центра города Бугуруслан.

## История
Основано в 1754 году мордовскими переселенцами из Симбирского уезда (Ульяновская область), деревни Атяшкино. Названо по имени предводителя переселенцев. Затем к ним переселились в 1763 году мордва из деревни Арапино Пензенского уезда. В 1893 году 21 ноября в селе построена деревянная Михаило-Архангельская церковь (ставшая в годы коллективизации зернохранилищем). В советское время работали колхозы «Стальной конь», им.Блюхера, «8 Марта», «Большевик», «Дружба» и им. Кирова.

## Население
Население составляло 475 человек в 2002 году (мордва 67%), 451 по переписи 2010 года.

## Инфраструктура
В настоящее время  ООО «Дружба» в Бугурусланском районе осталось единственным крупным сельскохозяйственным предприятием, сохранило поголовье скота на уровне 90-х годов, сохранило коллектив работников.